# Чемпионат России по конькобежному спорту 1898
Чемпионат России по конькобежному спорту в классическом многоборье 1898 года — десятый чемпионат России, который прошёл 13 февраля 1898 года в Москве на катке на Петровке. В первенстве принимали участие только мужчины — 7 конькобежцев.
Чемпионат России выиграл Николай Крюков из Санкт-Петербурга, серебряным призёром стал А. Ягер (по другим источникам — А. Богданов) (Москва). Третье место не присуждалось.
В рамках чемпионата состоялся показательный забег на 3000 метров, где С. Лебедев показал мировой рекорд — 5.51,6.
С 1895 года чемпион определялся по итогам выступления на двух дистанциях 1500 и 5000 метров. Забеги осуществлялись парами. Для завоевания звания чемпиона России необходимо было победить на обеих дистанциях.

## Рекорды мира
| дата            | дистанция   | рекорд | спортсмен  | страна |
| --------------- | ----------- | ------ | ---------- | ------ |
| 13 февраля 1898 | 3000 метров | 5.51,6 | С. Лебедев | Россия |

## Результаты чемпионата
| место     | спортсмен      | город           | 1500 м     | 5000 м      |
| --------- | -------------- | --------------- | ---------- | ----------- |
| 1         | Николай Крюков | Санкт-Петербург | 2.57,2 (1) | 10.10,0 (1) |
| 2         | А. Ягер        | Москва          | 3.00,5 (2) | 10.20,0 (2) |
| без места | В. Барковский  | -               | 3.02,2 (3) | -           |
| без места | Р. Филиппов    | -               | 3.03,6 (4) | -           |
| без места | С. Лебедев     | -               | 3.04,5 (5) | -           |
| без места | Веселовский С. | -               | 3.10,5 (6) | -           |
| без места | С. Лопатин     | -               | 3.12,6 (7) | -           |